# Вентотене
Вентотене (итал. Ventotene, Latin : Pandataria или Pandateria, от древнегреческого : Πανδατερία) — остров в Тирренском море недалеко от западного побережья Апеннинского полуострова. Административно остров Вентотене относится к коммуне Вентотене в составе провинции Латина региона Лацио.

## География
Остров входит в состав Понцианских островов. Вентотене отделяет от Гаэты 21 миля. Остров имеет длину 3 км, максимальная ширина около 800 метров. Площадь 1,54 км².
Возникновение острова связано с вулканической активностью.
На Вентотене и Санто-Стефано расположены сухопутные и морские природоохранные зоны.

## История
Вентотене (Пандатария) известен как остров, на который император Август изгнал свою дочь Юлию Старшую в 2 г. до н. э., как реакцию на её чрезмерное прелюбодеяние. Позже, в 29 году н. э., император Тиберий изгнал внучку Августа Агриппину Старшую. После сын Агриппины — Гай (более известный как Калигула) стал императором в 37 году нашей эры и отправился в Пандатарию, чтобы собрать её останки и благоговейно вернул их в Рим. Самая младшая дочь Агриппины, Юлия Ливилла, была сослана в Пандатию дважды. Спустя некоторое время Юлия Ливилла умерла от голода, и её останки, вероятно, были возвращены в Рим, когда её старшая сестра Агриппина Младшая стала женой императора Клавдия.
Согласно сведениям Тацита, ещё одна выдающаяся дама династии Юлиев-Клавдиев, Клавдия Октавия, которая была первой женой императора Нерона, была отправлена в Пандатерию в 62 году нашей эры, а затем казнена по приказу своего мужа. Так же сюда была изгнана Флавия Домицилла, внучка императора Веспасиана.
Римляне использовали острова Понцу и Вентотене для разведения рыбы. На Понце сохранились рыбоводческие комплексы Grotte di Pilato. На Вентотене сохранились четыре больших рыбных бассейна, расположенных в восточной части острова к югу от нынешней гавани. Также на Вентотене (и в меньшей степени на Понце) существуют остатки римских портовых сооружений.
Острова были покинуты в Средние века из-за рейдов сарацин и пиратов, хотя Понца, например, упоминается в «Декамероне» Бокаччо (шестая история второго дня). В XVIII веке Неаполитанское королевство вновь колонизировало острова.
Во время Второй мировой войны на острове располагался немецкий гарнизон из 114 человек, который защищал ключевую радиолокационную станцию. Ночью 8 декабря 1943 года катер американских ВМС высадил 46 американских десантников из 509-го парашютно-пехотного батальона, возглавляемого лейтенантом ВМС США (и актером) Дугласом Фэрбенксом-младшим. Получив дезинформацию, что высадился полк парашютистов, немецкий комендант уничтожил свои позиции, оружие и быстро сдался более малочисленным американским силам, прежде чем осознал свою ошибку. Вентотене был освобожден в 3 часа ночи без единого выстрела (история описана Джоном Стейнбеком в книге «Когда-то была война» (англ. Once There Was a War) (1958)).
В 1997 году была создана охраняемая морская природная зона островов Вентотене и Санто-Стефано.
В июле 2009 археологи объявили об обнаружении на дне возле острова пяти древних римских кораблей с нетронутыми грузами оливкового масла, гарума и металлических слитков. Некоторые из восстановленных объектов выставлены в Вентотене.
В августе 2016 премьер-министр Италии Маттео Ренци встретился здесь с канцлером Германии Ангелой Меркель и президентом Франции Франсуа Олландом, чтобы рассмотреть политику Евросоюза в свете приближающегося выхода Великобритании из ЕС.

## В литературе
Пандатерия упоминается в романе Генрика Сенкевича «Камо грядеши» как «место изгнания».

## Население
Вентотене имеет население в 745 чел. (по состоянию 2011 года).